# Rhabdomolgus ruber
Rhabdomolgus ruber is een zeekomkommer uit de familie Synaptidae.
De wetenschappelijke naam van de soort werd in 1862 gepubliceerd door Wilhelm Moritz Keferstein.